# Ratna Rajya Laxmi Devi Shah
Ratna Rajya Laxmi Devi Shah, född 1928, var drottning av Nepal 1955-1972. Hon gifte sig 1952 med kung Mahendra av Nepal (r. 1950-1972). Hon var styvmor till kung Birendra av Nepal.  